# The Sweet Inspirations
The Sweet Inspirations sind eine US-amerikanische Gesangsgruppe, die 1967 ihre ersten Schallplatten aufnahm. Zu jener Zeit bestand die Gruppe aus Cissy Houston (Mutter von Whitney Houston sowie Tante von Dee Dee und Dionne Warwick), Estelle Brown, Myrna Smith und Sylvia Shemwell (Schwester von Judy Clay). International bekannt wurde sie vor allem durch ihre Zusammenarbeit mit Elvis Presley. 

## Geschichte

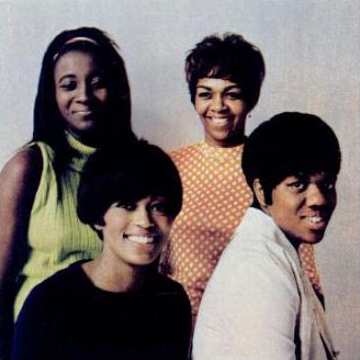
Sweet Inspirations im Jahr 1967

Die Anfänge der im Gospel und Soul verwurzelten Gruppe gehen zurück auf eine in den späten 1950er Jahren durch die Schwestern Cissy Houston (ursprünglich Emily Drinkard) und Lee Warwick (geborene Drinkard) ins Leben gerufene Gesangsgruppe, in der auch Lees Tochter Dee Dee Warwick mitwirkte. Die Gruppe trat in ihrer Anfangszeit unter dem Namen The Drinkard Sisters auf. 
Dee Dee Warwick war Hauptsängerin der Gruppe, bis sie diese 1965 verließ, um eine Solokarriere zu starten. Sie wurde ersetzt durch Myrna Smith. 
1967 wirkten die Sweet Inspirations als Begleitchor bei Van Morrisons Hit Brown Eyed Girl („Sha-la-la“) mit, der im Juni 1967 veröffentlicht wurde und Platz 10 der Billboard Hot 100 Charts erreichte. Noch im selben Jahr produzierten die Sweet Inspirations unter dem Label von Atlantic Records ihre ersten eigenen Aufnahmen. 
1968 folgten zwei weitere Langspielplatten der Gruppe sowie ihre Mitwirkung bei Jimi Hendrix’ Langspielplatte Electric Ladyland (Burning of the Midnight Lamp) und Dusty Springfields Langspielplatte Dusty In Memphis.
In der Folgezeit waren sie Begleiterinnen von Elvis Presley und sind unter anderem in dem Dokumentarfilm Elvis – That’s the Way It Is zu sehen. Zur selben Zeit arbeiteten sie gelegentlich auch mit Aretha Franklin. 
Ihre vierte Langspielplatte (Sweets For My Sweet) erschien 1969. Anschließend verließ Cissy Houston die Gruppe, um sich ihrer Solokarriere zu widmen und mehr Zeit mit ihrer Familie zu verbringen. Die Ende 1970 aufgenommene Langspielplatte Sweet, Sweet Soul wurde bereits mit ihrer kurzzeitigen Nachfolgerin Ann Williams, einer Freundin von Estelle Brown, aufgenommen. Nachdem Williams die Gruppe schon bald wieder verlassen hatte, arbeiteten die Sweet Inspirations als Trio weiter. 
1978 wirkten sie als Begleitchor in dem Film Grease mit. Ein Jahr später verließ Estelle Brown die Gruppe und wurde bei der BeeGees-Tournee Spirits Having Flown durch Gloria Brown ersetzt, während Pat Terry für die Aufnahmen der im selben Jahr (1979) publizierten LP Hot Butterfly einsprang. Anschließend löste die Gruppe sich auf, wurde aber 1994 durch Estelle Brown, Myrna Smith und Sylvia Shemwell sowie der neu hinzugekommenen Portia Griffin wiederbelebt. 2005 veröffentlichte die Gruppe noch einmal eine Langspielplatte. Zwei ihrer Mitglieder verstarben 2010: Sylvia Shemwell am 13. Februar und Myrna Smith am 24. Dezember. 

## Diskografie

### Alben
| Jahr | Titel                     | Höchstplatzierung, Gesamtwochen, AuszeichnungChartplatzierungen (Jahr, Titel, Platzierungen, Wochen, Auszeichnungen, Anmerkungen) | Höchstplatzierung, Gesamtwochen, AuszeichnungChartplatzierungen (Jahr, Titel, Platzierungen, Wochen, Auszeichnungen, Anmerkungen) | Anmerkungen      |
| Jahr | Titel                     | US | R&B | Anmerkungen      |
| ---- | ------------------------- | --- | --- | ---------------- |
| 1967 | The Sweet Inspirations    | US90 (6 Wo.)US | R&B12 (14 Wo.)R&B | Atlantic Records |
| 1973 | Estelle, Myrna And Sylvia | — | R&B60 (2 Wo.)R&B | Stax Records     |

Weitere Alben
- 1968: Songs Of Faith And Inspiration (Atlantic Records)
- 1968: What The World Needs Now Is Love (Atlantic Records)
- 1969: Sweets For My Sweet (Atlantic Records)
- 1970: Sweet, Sweet Soul (Atlantic Records)
- 1979: Hot Butterfly (RSO Records)
- 2005: In The Right Place (Frixion Records)

### Singles
| Jahr | Titel Album                                       | Höchstplatzierung, Gesamtwochen, AuszeichnungChartplatzierungen (Jahr, Titel, Album, Platzierungen, Wochen, Auszeichnungen, Anmerkungen) | Höchstplatzierung, Gesamtwochen, AuszeichnungChartplatzierungen (Jahr, Titel, Album, Platzierungen, Wochen, Auszeichnungen, Anmerkungen) | Höchstplatzierung, Gesamtwochen, AuszeichnungChartplatzierungen (Jahr, Titel, Album, Platzierungen, Wochen, Auszeichnungen, Anmerkungen) | Anmerkungen    |
| Jahr | Titel Album                                       | US | R&B | Dance | Anmerkungen    |
| ---- | ------------------------------------------------- | --- | --- | --- | -------------- |
| 1967 | Why? (Am I Treated So Bad) The Sweet Inspirations | US57 (5 Wo.)US | R&B36 (5 Wo.)R&B | — |                |
| 1967 | Let It Be Me The Sweet Inspirations               | US94 (2 Wo.)US | R&B13 (6 Wo.)R&B | — |                |
| 1968 | Sweet Inspiration The Sweet Inspirations          | US18 (14 Wo.)US | R&B5 (14 Wo.)R&B | — |                |
| 1968 | To Love Somebody What The World Needs Now Is Love | US74 (4 Wo.)US | R&B30 (4 Wo.)R&B | — |                |
| 1968 | Unchained Melody What The World Needs Now Is Love | US73 (5 Wo.)US | R&B41 (3 Wo.)R&B | — |                |
| 1969 | Crying in the Rain                                | — | R&B42 (3 Wo.)R&B | — |                |
| 1970 | (Gotta Find) A Brand New Lover Sweet, Sweet Soul  | — | R&B25 (9 Wo.)R&B | — |                |
| 1970 | This World                                        | — | R&B45 (4 Wo.)R&B | — |                |
| 1971 | Evidence                                          | — | R&B44 (2 Wo.)R&B | — |                |
| 2002 | Love Revolution                                   | — | — | Dance9 (14 Wo.)Dance | mit Pat Hodges |
| 2005 | Celebration In The Right Place                    | — | — | Dance34 (8 Wo.)Dance |                |

grau schraffiert: keine Chartdaten aus diesem Jahr verfügbar